# مقاطعة ترنوبل
مقاطعة ترنوبل هي مقاطعة تقع في غرب أوكرانيا. مركزها الإداري هو مدينة ترنوبل

## الجغرافيا
تقع مقاطعة ترنوبل في الجهة الغربية لأوكرانيا يحدها من الشمال مقاطعة ريفنا، و جنوبا مقاطعة تشيرنيفتسي، و شرقا فتحدها مقاطعة خملنيتسكي،أما غربا فتحدها كل من إيفانو فرانكيفسك ولفيف، تقدر مساحتها ب13,823 كم²، حوالي 2.28٪ من المساحة الإجمالية لأوكرانيا.